# Tinye So
Tinye So è un cortometraggio del 2010 diretto da Daouda Coulibaly presentato  al Festival del cinema africano, d'Asia e America Latina di Milano 2011 dove si è aggiudicato il Premio Eni al miglior cortometraggio.

## Trama
Nella tradizione dei Bambara, l'etnia principale del Mali, sono gli antenati i detentori della verità che guidano i viventi sulla via della conoscenza. Oggi gli antenati guardano dall'alto la città di Bamako e non sono contenti. Prendono la parola per l'ultima volta nella speranza che i viventi li ascoltino.

## Riconoscimenti
- Festival del cinema africano, d'Asia e America Latina di Milano
  - 2011 - Miglior cortometraggio
- Festival Panafricain du Cinéma de Ouagadougou
  - 2011 - Poulain de bronze
- Festival internazionale del cinema di Dubai
  - 2011 - Muhr AsiaAfrica, Premio speciale della giuria